# ズヴェニゴロド

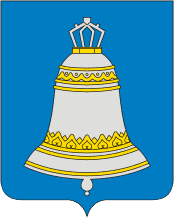
ズヴェニゴロドの紋章

ズヴェニゴロド（ロシア語: Звени́город, ラテン文字転写: Zvenigorod）は、ロシア連邦のモスクワ州にある古都。人口は3万5842人（2021年）。モスクワから西へ50km、モスクワ川上流の左岸に位置する。

## 歴史

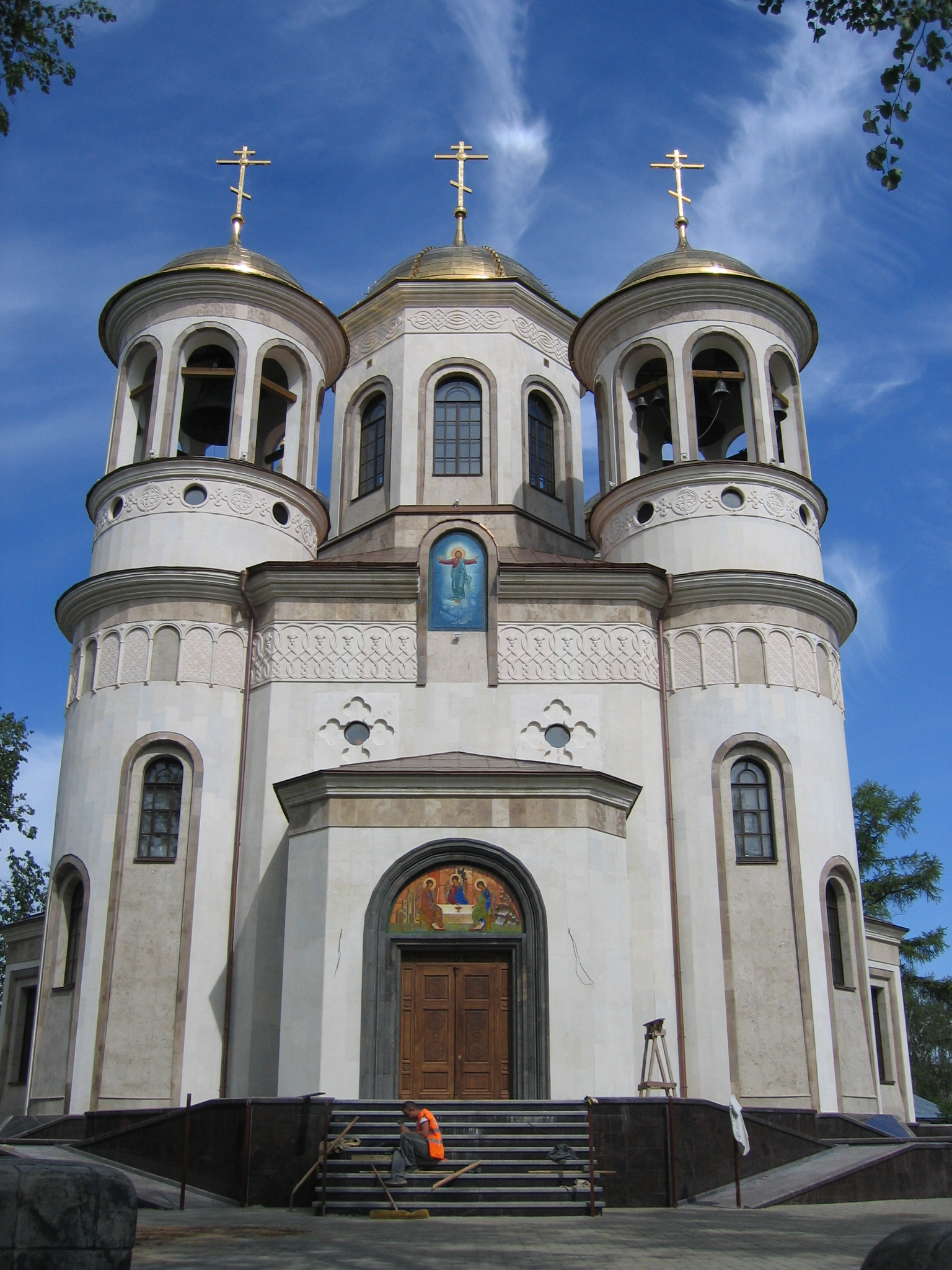
救世主昇天聖堂

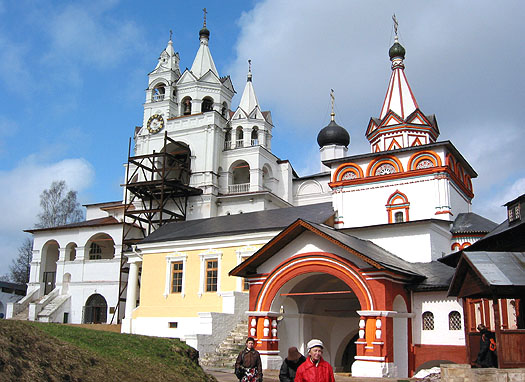
サーヴィノ・ストロジェフスキー修道院

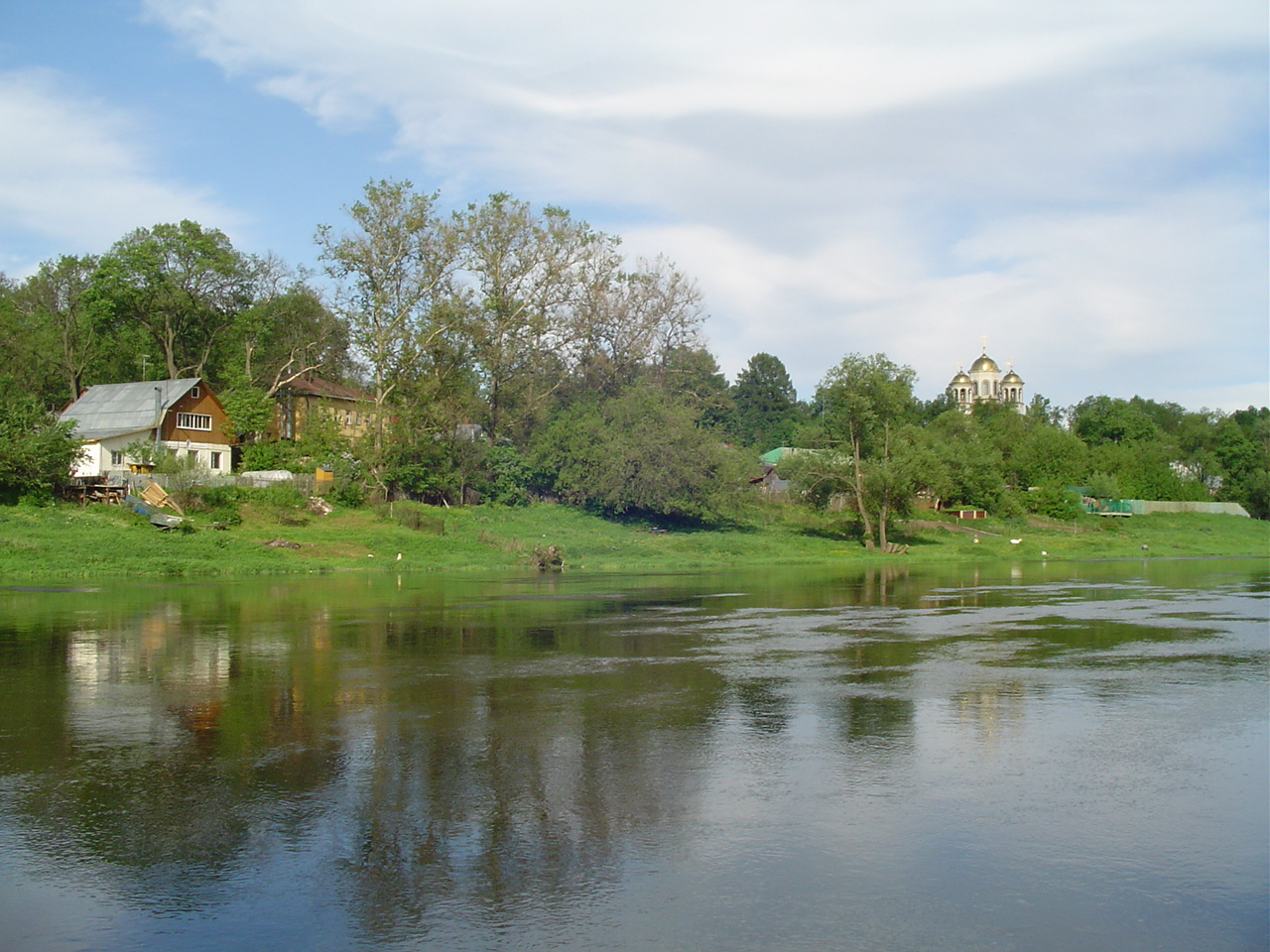
ズヴェニゴロドを流れるモスクワ川

ズヴェニゴロドの町は12世紀よりチェルニゴフ公国の北東の前哨として存在したと考えられるが、文献での初出はモスクワ大公国のイヴァン1世の治世の1338年である。ズヴェニゴロドの名の意味は、「鐘を鳴らす」と「町」が合わさったものであり、かつてはズヴェニゴロドの教会で鳴らす鐘が50km東のモスクワまで聞こえたという。イヴァン1世の息子イヴァン2世はズヴェニゴロド公となったが、普段はモスクワに住んだ。
14世紀末、ドミートリー・ドンスコイが二男ユーリー・ドミトリエヴィチをズヴェニゴロドとガーリチの公として以後、ズヴェニゴロドの重要性は高まった。ユーリーはズヴェニゴロドを流れるモスクワ川の高い岸の上に屋敷を築いた。「ゴロドク」と呼ばれるズヴェニゴロドのクレムリン（城塞）には、14世紀末のモスクワ大公国の建築としては保存状態が完全な稀有な例である救世主昇天聖堂（1399年）が残る。聖堂内にはイコン製作で知られる偉大な画家アンドレイ・ルブリョフによるフレスコ画がある。
ズヴェニゴロドはヴァシーリー2世（1425年 - 1462年）の治世に起こったモスクワ大公国の内戦の舞台になったことでも知られる。ユーリーの息子であるズヴェニゴロド公はいとこにあたるヴァシーリー2世と大公の地位を巡って争った末に敗れ、ズヴェニゴロドはモスクワに併合された。
1784年には町の地位を得た。19世紀末には、17世紀末以来の小規模な工業が衰退する一方、知識人らからモスクワ郊外の保養地として人気を博し、多くの豪華な別荘（ダーチャ）が近隣に建てられた。現在も別荘群が残り、音楽家セルゲイ・タネーエフ、劇作家アントン・チェーホフ、画家イサーク・レヴィタンらの資料館・博物館が入っている。
この町の見どころの一つにサーヴィノ・ストロジェフスキー修道院がある。1398年、ユーリー公はラドネジの聖セルギイの弟子の一人聖サーヴァに、ズヴェニゴロドに赴きストロジ（見張り）の丘の上に修道院を建てるよう頼んだ。これが現在のサーヴィノ・ストロジェフスキー修道院であり、1420年代から1656年にかけ描かれた立派なフレスコや1652年に設けられたストロガノフ派によるイコノスタシスが残る。1650年にはモスクワ大公アレクセイが郊外の別邸とし、その後数年かけて白亜の宮殿や聖堂や鐘楼などを建てた。この修道院で生涯のほとんどを過ごしたフョードル3世が没した後は修道院は衰退した。

## 姉妹都市
- マヒリョウ、ベラルーシ 2006年
- トロペーア、イタリア 2013年